# Jeff Davis

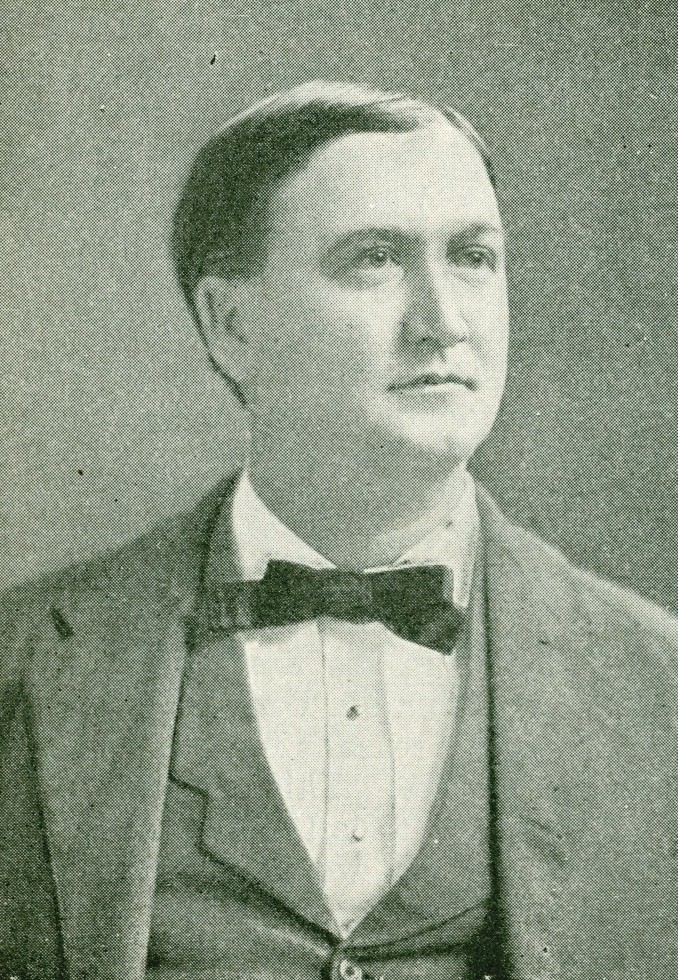
Jeff Davis

Jefferson "Jeff" Davis, född 6 maj 1862 i Little River County, Arkansas, död 3 januari 1913 i Little Rock, Arkansas, var en amerikansk politiker (demokrat). Han var guvernör i Arkansas 1901-1907 och ledamot av USA:s senat från 1907 fram till sin död. Han var en uttalad rasist och segregationist. Jeff Davis höll ett tal till försvar av lynchningar i samband med att USA:s president Theodore Roosevelt 1905 besökte Arkansas. Förutom för sin rasism var Davis känd som en populistisk kritiker av storföretagens makt.

## Uppväxt och tidig karriär
Davis var son till predikanten, advokaten och domaren Lewis W. Davis och Elizabeth Phillips Scott. Föräldrarna gav honom namnet Jefferson efter Amerikas konfedererade staters president Jefferson Davis.
Jeff Davis studerade juridik vid Vanderbilt University. Han arbetade sedan på faderns advokatbyrå. Han gifte sig 1882 med Ina McKenzie. Paret fick tolv barn. Hon avled 1910 och han gifte om sig ett år senare med Leila Carter.
Davis var elektor för Grover Cleveland i presidentvalet i USA 1888. Han var delstatens justitieminister (Arkansas Attorney General) 1898-1900.

## Guvernör i Arkansas
Davis talade om ett krig mellan storföretag och folket i sin segerrika kampanj i 1900 års guvernörsval. Till Davis popularitet bidrog också att han inkorrekt uppfattades av många väljare att vara släkt med CSA:s president Jefferson Davis (1808-1889). Den häftiga retoriken till trots gjorde Jeff Davis som guvernör ingenting dramatiskt för att främja ekonomiska reformer. Han vann tre guvernörsval i följd. Under hans tid som guvernör stiftades en lag om att hålla raserna åtskilda i spårvagnar i Arkansas. 1905 välkomnade han Theodore Roosevelt i Arkansas med ett tal om lynchningens fördelar. Roosevelt svarade med ett tal till rättsprocessens försvar.

## Ledamot av USA:s senat
Efter tre mandatperioder som guvernör utmanade Davis sittande senatorn James Henderson Berry i demokraternas primärval och vann. Davis utnyttjade rasfrågan i sin kampanj. Berry hade deltagit i en bankett till Theodore Roosevelts ära och han svartmålades som förrädare till Sydstaterna som följd.
I senaten var Jeff Davis ordförande för Committee on the Mississippi and its Tributaries, ett utskott som befattade sig med båttrafiken på Mississippifloden och dess bifloder. Han avled i ämbetet och begravningen blev en av de dittills största i Arkansas. Hans grav finns på Mount Holly Cemetery i Little Rock.